# 真珠旗鱂
真珠旗鱂，為輻鰭魚綱鯉齒目鰕鱂亞目鰕鱂科的其中一種，為熱帶淡水魚，分布於非洲剛果南部淡水流域，体長可達5公分，息棲在底層中水域，生活习性不明，可作为觀赏魚。

## 擴展閱讀
維基物種上的相關：珠真鱂旗